# 松田正平
松田 正平（まつだ しょうへい、1913年1月16日 - 2004年5月15日）は、日本の洋画家。山口県宇部市出身。

## 人物
1913年、島根県鹿足郡青原村（現・津和野町）で久保田家の二男として出生するが、8歳のころに山口県宇部市の松田家の養子となる。
神原尋常小学校を経て旧制宇部中学（後の山口県立宇部高等学校）に入学。卒業後は上京して川端画学校に通う。2年の浪人生活を経て1932年に東京美術学校西洋画科に入学し藤島武二教室に学んだ。1学年上に同じ山口出身の香月泰男がいた。
美校卒業してまもない1937年10月に渡欧、パリのアカデミー・コラロッシュでデッサンを学ぶ。1939年に帰国した後、1940年第15回国画会展に出品するも落選、同年宇部市の緑屋百貨店で滞欧作展を開催する。1942年山口師範学校（後の山口大学教育学部）美術教師となるが、1年で退職して上京、1943年国画会会友に推挙される。戦局が深刻化したため家族とともに宇部に戻り、炭鉱に雇用され捕虜とともに坑夫として働く。
戦後は山口県光市に移り住み、高校非常勤講師をしながら瀬戸内風景を描く。1951年に国画会会員となりフォルム画廊で第1回個展を開く（以後ほぼ毎年開催）。1952年に上京し世田谷区用賀に住む。この頃から福田恆存『龍を撫でた男』装丁・題字、吉田健一『日本について』『近代文学論』等、仕事の声がかかる。1955』年から1969年まで、かつてパリ時代に同じアパートに住んだ前田陽一の世話でNHKフランス語講座（ラジオ）テキストの表紙絵を描く一方、国画会を中心に作品を出展する。1963年、千葉県市原市鶴舞に転居、米蔵を改装・移築してアトリエを構える。
1983年に「松田正平画集」出版記念回顧展を開催。出品作品に対して「油彩に自在、新鮮な世界を切り拓いた画業」が評価され、翌1984年、第16回日本芸術大賞が贈られる。1995年に宇部に帰郷する。松田の画業を高く評価した美術評論家で現代画廊主の洲之内徹がエッセイシリーズ『気まぐれ美術館』でたびたび言及したことが広く世に知られるきっかけとなった。
2004年5月15日、腎不全のため宇部市内の病院で死去。91歳没。2013年には山口県立美術館、神奈川県立近代美術館で「生誕100年松田正平」展が開催された。

## 主な受賞歴
- 1940年 - 国画会奨学賞
- 1984年 - 第16回日本芸術大賞（新潮社主催）
- 1986年 - 宇部市芸術文化特別功労賞
- 1993年 - 山口県選奨（芸術文化功労）
- 2000年 - 地域文化功労者文部大臣表彰
- 2002年 - 文化庁長官表彰